# Philles Records
La Philles Records è stata un'etichetta discografica statunitense con sede a Filadelfia (Pennsylvania), fondata nel 1961 da Phil Spector e Lester Sill e specializzata nella produzione di musica pop, soul e R&B.

## Storia
L'origine del nome Philles è un ibrido dei nomi di battesimo dei due soci fondatori. Nel 1962, Spector acquisì le azioni del suo socio Sill divenendo, a soli 21 anni, unico proprietario.
L'etichetta, che inizialmente venne distribuita dalla Jamie/Guyden Records, nel corso della sua esistenza pubblicò dodici album, dedicando l'attenzione principalmente alle uscite in formato singolo.
La maggior parte dei singoli vennero prodotti dallo stesso Spector e, tranne in cinque occasioni, entrarono tutti in classifica negli Stati Uniti, diciotto volte nella Top 40 e due volte al numero uno: con He's a Rebel delle Crystals, nel 1962 e con You've Lost That Lovin' Feelin' dei Righteous Brothers, nel 1965.
Prime artiste ad essere messe sotto contratto sono le Crystals, gruppo vocale femminile, che con i primi due singoli, There'no Other (Like My Baby) e Uptown, scalano velocemente le charts americane. Mentre con Be My Baby (delle Ronettes) e He's a Rebel (scritta da Gene Pitney e cantata sempre dalle Crystals), arriva addirittura (rispettivamente) al secondo e al primo posto in classifica.
Nel 1967 l'etichetta chiuse definitivamenti i battenti e Spector decise tornare al lavoro di produzione solo due anni più tardi. Il catalogo Philles è attualmente di proprietà della EMI, mentre la gestione dei diritti di distribuzione è affidata alla Sony Music Entertainment, attraverso un contratto di licenza siglato nel settembre del 2009. Prima di questo accordo, tutte le ristampe, venivano gestite dalla ABKCO Records.

## Catalogo
Di seguito gli album e i singoli prodotti da Philles Records:

### Album
| Catalogo     | Data | Titolo                                              | Artista                      |
| ------------ | ---- | --------------------------------------------------- | ---------------------------- |
| Philles 4000 | 1962 | Twist Uptown                                        | The Crystals                 |
| Philles 4001 | 1963 | He's a Rebel                                        | The Crystals                 |
| Philles 4002 | 1963 | Zip-a-Dee-Doo-Dah                                   | Bob B. Soxx & the Blue Jeans |
| Philles 4003 | 1963 | Sing the Greatest Hits, Vol. I                      | The Crystals                 |
| Philles 4004 | 1963 | Philles Records Present Today's Hits                | Various Artists              |
| Philles 4005 | 1963 | A Christmas Gift for You                            | Various Artists              |
| Philles 4006 | 1964 | Presenting the Fabulous Ronettes featuring Veronica | The Ronettes                 |
| Philles 4007 | 1965 | You've Lost That Lovin' Feelin'                     | The Righteous Brothers       |
| Philles 4008 | 1965 | Just Once in My Life                                | The Righteous Brothers       |
| Philles 4009 | 1965 | Back to Back                                        | The Righteous Brothers       |
| Philles 4010 | 1965 | Lenny Bruce Is Out Again                            | Lenny Bruce                  |
| Philles 4011 | 1966 | River Deep - Mountain High                          | Ike and Tina Turner          |

### Singoli
| Catalogo     | Data | Classifica | Titolo                                           | Autore                                     | Artista                         | Durata |
| ------------ | ---- | ---------- | ------------------------------------------------ | ------------------------------------------ | ------------------------------- | ------ |
| Philles 100  | 1962 | numero 20  | There's No Other (Like My Baby)                  | Phil Spector e Leroy Bates                 | The Crystals                    | 2:31   |
| Philles 101  | 1962 |            | Here I Stand                                     | Tony Mottola                               | Joel Scott                      |        |
| Philles 102  | 1962 | numero 13  | Uptown                                           | Cynthia Weil e Barry Mann                  | The Crystals                    | 2:19   |
| Philles 103  | 1962 |            | Malagueña                                        | Ernesto Lecuona                            | Ali Hassan                      |        |
| Philles 104  | 1962 |            | Lt. Colonel Bogey's Parade                       | Lester Sill                                | Steve Douglas and His Merry Men |        |
| Philles 105  | 1962 | -          | He Hit Me (It Felt Like A Kiss)                  | Gerry Goffin e Carole King                 | The Crystals                    | 2:32   |
| Philles 106  | 1962 | numero 1   | He's A Rebel                                     | Gene Pitney                                | The Crystals                    | 2:25   |
| Philles 107  | 1963 | numero 8   | Zip-a-Dee-Doo-Dah                                | Ray Gilbert e Allie Wrubel                 | Bob B. Soxx & the Blue Jeans    | 2:49   |
| Philles 108  | 1963 | numero 43  | Puddin' N' Tain                                  | Gary Pipkin, Alonzo Willis, Brice Coefield | The Alley Cats                  | 2:48   |
| Philles 109  | 1963 | numero 11  | He's Sure The Boy I Love                         | Barry Mann e Cynthia Weil                  | The Crystals                    | 2:44   |
| Philles 110  | 1963 | numero 38  | Why Do Lovers Break Each Others Hearts           | Ellie Greenwich, Tony Powers, Phil Spector | Bob B. Soxx & the Blue Jeans    | 2:48   |
| Philles 111  | 1963 | -          | (Let's Dance) The Screw                          | Phil Spector                               | The Crystals                    |        |
| Philles 111  | 1963 | numero 39  | (Today I Met) The Boy I'm Gonna Marry            | Greenwich, Powers, Spector                 | Darlene Love                    | 2:48   |
| Philles 112  | 1963 | numero 3   | Da Doo Ron Ron                                   | Ellie Greenwich, Jeff Barry, Phil Spector  | The Crystals                    | 2:17   |
| Philles 113  | 1963 | numero 63  | Not Too Young To Get Married                     | Greenwich, Barry, Spector                  | Bob B. Soxx & the Blue Jeans    | 2:27   |
| Philles 114  | 1963 | numero 26  | Wait Til My Bobby Gets Home                      | Greenwich, Barry, Spector                  | Darlene Love                    | 2:23   |
| Philles 115  | 1963 | numero 6   | Then He Kissed Me                                | Greenwich, Barry, Spector                  | The Crystals                    | 2:37   |
| Philles 116  | 1963 | numero 2   | Be My Baby                                       | Greenwich, Barry, Spector                  | The Ronettes                    | 2:40   |
| Philles 117  | 1963 | numero 53  | A Fine Fine Boy                                  | Greenwich, Barry, Spector                  | Darlene Love                    | 2:46   |
| Philles 118  | 1963 | numero 24  | Baby, I Love You                                 | Greenwich, Barry, Spector                  | The Ronettes                    | 2:50   |
| Philles 119  | 1963 |            | Christmas (Baby Please Come Home)                | Greenwich, Barry, Spector                  | Darlene Love                    | 2:45   |
| Philles 119x | 1964 | numero 92  | Little Boy                                       | Greenwich, Barry, Spector                  | The Crystals                    | 2:59   |
| Philles 120  | 1964 | numero 39  | The Best Part of Breakin' Up                     | Vini Poncia, Pete Andreoli, Phil Spector   | The Ronettes                    | 3:02   |
| Philles 121  | 1964 | numero 34  | Do I Love You?                                   | Poncia, Andreoli, Spector                  | The Ronettes                    | 2:50   |
| Philles 122  | 1964 | numero 98  | All Grown Up                                     | Greenwich, Barry, Spector                  | The Crystals                    | 2:49   |
| Philles 123  | 1964 | -          | Stumble And Fall                                 | Poncia, Andreoli, Spector                  | Darlene Love                    | 2:22   |
| Philles 123  | 1964 | numero 23  | Walking in the Rain                              | Weil, Mann, Spector                        | The Ronettes                    | 3:16   |
| Philles 124  | 1965 | numero 1   | You've Lost That Lovin' Feelin'                  | Weil, Mann, Spector                        | The Righteous Brothers          | 3:46   |
| Philles 125  | 1965 |            | Christmas (Baby Please Come Home)                | Greenwich, Barry, Spector                  | Darlene Love                    | 2:45   |
| Philles 126  | 1965 | numero 52  | Born to Be Together                              | Weil, Mann, Spector                        | The Ronettes                    | 2:57   |
| Philles 127  | 1965 | numero 9   | Just Once in My Life                             | Goffin, King, Spector                      | The Righteous Brothers          | 3:56   |
| Philles 128  | 1965 | numero 75  | Is This What I Get for Loving You?               | Goffin, King, Spector                      | The Ronettes                    | 3:21   |
| Philles 129  | 1965 | numero 4   | Unchained Melody                                 | Hy Zaret e Alex North                      | The Righteous Brothers          | 3:37   |
| Philles 130  | 1966 | numero 5   | Ebb Tide                                         | Carl Sigman e Robert Maxwell               | The Righteous Brothers          | 2:48   |
| Philles 131  | 1966 | numero 88  | River Deep - Mountain High                       | Greenwich, Barry, Spector                  | Ike and Tina Turner             | 3:40   |
| Philles 132  | 1966 | numero 118 | White Cliffs of Dover                            | Walter Kent e Nat Burton                   | The Righteous Brothers          | 2:20   |
| Philles 133  | 1966 |            | I Can Hear Music                                 | Greenwich, Barry, Spector                  | The Ronettes                    | 3:00   |
| Philles 134  | 1966 |            | A Man Is A Man Is A Man                          | Antell                                     | Ike and Tina Turner             | 2:49   |
| Philles 135  | 1967 | numero 114 | I'll Never Need More Than This                   | Greenwich, Barry, Spector                  | Ike and Tina Turner             | 3:27   |
| Philles 136  | 1967 |            | A Love Like Yours (Don't Come Knockin' Everyday) | Holland-Dozier-Holland                     | Ike and Tina Turner             | 2:57   |